# Christophe Deltombe
Pour les articles homonymes, voir Deltombe.
Christophe Deltombe, né en 1949, est un avocat français. Il est président d'Emmaüs France de 2007 à 2013 et président de la Cimade de 2018 à 2020.

## Biographie

### Au sein d'Emmaüs
Il a présidé l'association Emmaüs France de 2007 à 2013, succédant à cette fonction à Martin Hirsch de 2007 à 2013. Militant de l'association et adhérent individuel, il était l'avocat de l'Union centrale de communautés Emmaüs, de L'Union des amis et compagnons Emmaüs, d'Emmaüs France, d'Emmaüs International et de la Fondation Abbé Pierre et avait notamment travaillé à la reconnaissance légale du statut de « compagnon d'Emmaüs », en obtenant que soit inséré un article 17 dans la loi du 1er décembre 2008 créant le RSA (Revenu de Solidarité Active), cet article instituant les Organismes d'Accueil Communautaire et d'Activités Solidaires (OACAS) inséré dans la code de l'action sociale et des familles sous l'article L 265-1. La reconnaissance du statut de travailleur solidaire des compagnons d'Emmaüs entrainait des obligations à la charge des communautés pour leur protection, ces derniers n'étant pas soumis à la règlementation sur le travail salarié.

### Au sein de la Cimade
Christophe Deltombe est président de la Cimade de 2018 à 2020. Il succédait à Geneviève Jacques.

### Autres activités
Christophe Deltombe a longtemps milité dans les Boutiques de droit, et a été président de l'association La Vie nouvelle, « mouvement d'éducation populaire pour une alternative personnaliste et citoyenne » de 1983 à 1987. Il est cofondateur et animateur du Club citoyens (création en 1989), espace d'échange et de débats politiques s'inscrivant dans la filiation des clubs Citoyens 60 créés par Jacques Delors en 1959.
Christophe Deltombe a défendu devant les tribunaux Marie-Léonie Leblanc. Cette jeune femme prétendait avoir été victime d'une agression dans le RER D, le 9 juillet 2004 et invoquait des éléments antisémites qui auraient motivé cette agression. Avant la révélation de la supercherie, cette affaire a eu un important retentissement médiatique et a ultérieurement donné lieu à un film librement inspiré des faits, La Fille du RER, réalisé par André Téchiné, sorti en salle le 18 mars 2009.
Christophe Deltombe est nommé membre suppléant de la Commission nationale consultative des droits de l'homme, sur proposition de la Cimade, en septembre 2019. Il est remplacé par Julien Mouchette en septembre 2020.

### Publications
- Un job pour tous. - Éditions Autrement, 2014.
- Nous pouvons vraiment vivre ensemble - Éditions de l'atelier, 2013, coauteur.
- Lutter autrement - Éditions Nouvelle cité,1989, coauteur.